# Cinéma 1 et Cinéma 2
Cinéma 1 : L'image-mouvement et Cinéma 2 : L'image-temps est un ouvrage du philosophe français Gilles Deleuze paru aux Éditions de Minuit en deux tomes en 1983 et 1985. 
Cet essai tente, en s'appuyant sur l'œuvre d'Henri Bergson, Matière et mémoire, de développer une analyse des signes, des évènements  que produisent les films à travers l'exégèse des films d'Ingmar Bergman, de Robert Bresson, Jean-Luc Godard, Yasujiro Ozu, Orson Welles, etc.

## Table des matières
L'Image-Mouvement (1983)
Chapitre 1 : Thèses sur le mouvement (1er commentaire de Bergson)
Chapitre 2 : Cadre et plan, cadrage et découpage
Chapitre 3 : Montage
Chapitre 4 : L'image-mouvement et ses trois variétés (2e commentaire de Bergson)
Chapitre 5 : L'image-perception
Chapitre 6 : L'image-affection : visage et gros plan
Chapitre 7 : L'image-affection : qualités, puissances, espaces quelconques
Chapitre 8 : De l'affect à l'image : l'image-pulsion
Chapitre 9 : L'image-action : la grande forme
Chapitre 10 : L'image-action : la petite forme
Chapitre 11 : Les Figures ou la transformation des formes
Chapitre 12 : La crise de l'image-action
L'Image-Temps (1985)
Chapitre 1 : Au-delà de l'image-mouvement
Chapitre 2 : Récapitulation des images et des signes
Chapitre 3 : Du souvenir aux rêves (3e commentaire de Bergson)
Chapitre 4 : Les cristaux de temps
Chapitre 5 : Pointes de présent et nappes de passé (4e commentaire de Bergson)
Chapitre 6 : Les puissances du faux
Chapitre 7 : La pensée et le cinéma
Chapitre 8 : Cinéma, corps et cerveau, pensée
Chapitre 9 : Les composantes de l'image
Chapitre 10 : Conclusions

## Analyse

### Action, réaction
L'analyse que Deleuze fait du cinéma s'appuie sur l'œuvre d'Henri Bergson, Matière et mémoire. 
D'un point de vue physiologique et de manière très simplifiée, la perception humaine suit le schème sensori-moteur suivant :
- des capteurs (œil, oreille...) reçoivent de l'information dans notre environnement. Ils captent l'action de l'environnement sur nous.
- cette information est envoyée, via des nerfs sensoriels vers le cerveau.
- ce cerveau est capable de prendre une décision de réaction à l'environnement.
- le signal de réaction est transmis via des nerfs moteurs vers des muscles.
- ces muscles réalisent effectivement la réaction.

Le cerveau humain est donc fondamentalement l'interface entre des actions reçues et des réactions émises. Il fonctionne toujours selon le principe d'action-réaction.
Contrairement à une idée répandue, nos perceptions ne sont pas de simples copies mentales de notre environnement, c'est-à-dire qu'elles ne se résument pas au signal envoyé par les capteurs au cerveau. C'est ce signal sensoriel traité par le cerveau afin d'envisager les réactions possibles qui constitue notre perception. La perception n'est pas l'action reçue, mais l'ensemble des réponses possibles à cette action.

### Habitude et réflexion pure
Entre l'action et la réaction, il peut s'écouler un laps de temps plus ou moins long.
Dans le cas extrême de l'habitude, la réaction s'enchaîne de manière quasi instantanée avec l'action. Il ne s'agit pas de réflexe, mais lorsqu'une séquence d'action est effectuée souvent, l'enchaînement est bien connu, et peut être réalisé rapidement et sans nécessiter de concentration. Cela permet de gagner en efficacité, en rapidité et libère le cerveau. Un exemple typique est l'apprentissage de la conduite : d'abord éprouvante, elle devient de moins en moins pénible au fur et à mesure que les séquences de mouvements deviennent habituelles. Un autre exemple, sorte d'effet de bord, est l'écoute d'un disque bien connu, lorsque la fin d'un morceau nous rappelle le début du suivant. La séquence est ici connue par cœur et nous anticipons l'action suivante par habitude.
Mais que se passe-t-il si nous activons la lecture aléatoire ? Le morceau attendu n'est pas joué, remplacé par un autre. Nous sommes perturbés. Et c'est là la limite de l'habitude : elle n'est absolument pas adaptable. Dès lors que l'on se trouve dans une situation peu courante, l'habitude est totalement inefficace. Il faut alors faire appel à sa mémoire, rechercher dans notre passé des expériences pas trop éloignées, capable de nous éclairer sur le choix à faire dans la situation présente. Il faut réfléchir, et cela prend du temps. Nécessairement, le temps entre l'action reçue et la réaction apportée s'étire. À l'extrême limite, ce temps devient infiniment long : c'est la réflexion pure. L’action ne donne plus lieu à une réaction, le schème sensori-moteur est brisé.
Il s'agit de deux extrêmes et le fonctionnement réel du cerveau oscille en permanence entre les deux. Le choix dépend des besoins du moment et du temps disponible. Si j'ai une décision très importante à prendre, je vais prendre le temps de réfléchir, prendre le temps d'étudier les divers arguments. C'est le temps nécessaire à la réflexion qui décide du moment de la réaction : prendre une décision sensée. Mais si je suis dans mon transat et qu'un ballon arc-en-ciel se dirige vers moi, je vais m'écarter rapidement et renverser le cocktail que je tenais à la main : la réaction est rapide mais pas optimale. Si j'avais eu le temps, j'aurais pensé au cocktail et me serais déplacé différemment. Mais voilà, je n'ai pas eu le temps, le danger était trop imminent. Le temps disponible pour la réflexion est contraint par l'urgence de l'action/réaction.

### Image-mouvement, image-temps
Gilles Deleuze illustre la réflexion précédente à travers le cinéma.
De la même manière que le cerveau fonctionne entre deux types extrêmes, on retrouve au cinéma deux grandes images correspondantes. D'un côté l'image-mouvement, qui repose sur le schème sensori-moteur (l’action donne lieu à une réaction). De l'autre l'image-temps, reposant sur la réflexion pure. Dans la première image, l'action décide du temps. Un personnage sort de la pièce - cut - le même personnage est vu en extérieur sortant de chez lui et empruntant la rue. Le plan a été coupé parce que le personnage n'avait plus rien à y faire. C'est l'action (la sortie du personnage) qui arrête le plan et décide de sa durée. Le plan suivant constitue la réaction. Le temps dépend de l’action. : « L’image-mouvement […] nous présente un personnage dans une situation donnée, qui réagit à cette situation et la modifie… Situation sensori-motrice. » L’image-mouvement constitue une grosse majorité des images que nous voyons, et pas seulement des films d’actions. Un simple dispositif d’entrevue avec un journaliste et une personnalité, champ sur le journaliste qui pose sa question, contre-champ sur l’interviewé qui y répond, relève de l’image-mouvement pure et simple.
Mais prenons maintenant le plan suivant : un père part pêcher avec son fils qu’il n’a pas vu depuis longtemps. Ils s’installent sur les berges. Le contact est difficile, ils ne disent rien, ils regardent à l’horizon. Cela dure un certain temps, nettement plus long que le temps nécessaire au spectateur pour comprendre simplement qu’ils pêchent. Cut. Le plan suivant n’a rien à voir. Par exemple, la mère emmène le fils en voiture à la ville. Il n’y a pas de lien de cause à effet entre les deux plans. On ne saurait pas dire si cela se passe avant ou deux heures plus tard ou le mois suivant. Le fait d’aller pêcher n’a donné lieu à aucune réaction, et si le plan avait duré plus longtemps il ne se serait rien passé de nouveau. La durée du plan n'est plus décidée par l'action, le temps est indépendant de l'action. On ne connaît pas le résultat de la pêche et ça n’a aucune importance. Ce plan fait partie de ce que Gilles Deleuze appelle : « une situation optique et sonore pure ». Il est utilisé en particulier dans le « film ballade », dont Taxi Driver est un exemple.
Historiquement, le cinéma a commencé par utiliser essentiellement l'image-mouvement. Elle est associée à la logique, à la rationalité. Lors d’un champ-contrechamp entre deux personnages qui se parlent, on n’a pas le choix du moment des coupes : elles suivent les interventions des personnages. À toute question, on attend une réponse cohérente. « On attend », c’est-à-dire que l’on se retrouve dans le cadre de l’habitude, on anticipe non pas forcément le contenu de la réponse, mais au moins qu’une réponse va être donnée et on sait par avance qu’elle surviendra à la fin de la question.
Gilles Deleuze situe l’arrivée de l’image-temps après la Seconde Guerre mondiale : on ne croit plus à ce principe d’action-réaction. La guerre est une action complexe qui nous dépasse, il n’est pas possible de réagir, de modifier la situation, de la rendre claire. D’où l’apparition de l’image-temps avec le Néo-réalisme italien, puis la Nouvelle Vague française, et la remise en cause du cinéma hollywoodien aux États-Unis. Les Héros de Federico Fellini (La Dolce Vita) ou de Luchino Visconti (Mort à Venise) sont désenchantés, ils refusent d’agir, de choisir. Et c'est déjà beaucoup dire qu'ils refusent d'agir. Le schème sensori-moteur se rompt parce que le personnage a vu quelque chose de trop grand pour lui. Deleuze revient constamment sur une image de Europe 51 de Rossellini : la femme passe devant une usine, s'arrête. « J'ai cru voir des condamnés ». La souffrance est trop forte pour qu'elle continue sa route « comme d'habitude ». L'image-temps vient rompre avec l'Habitude et fait entrer le personnage dans la dimension du temps : « un morceau de temps à l'état pur ». Et c'est cela qui intéresse Deleuze pour son propre compte dans le cinéma, à savoir la manière dont l'image cinématographique peut exprimer un temps qui soit premier par rapport au mouvement. Ce concept de temps est construit par rapport au concept bergsonien de temps et se développe selon deux modalités. Le temps, c'est d'abord le temps présent, ici et maintenant. Mais, selon une seconde modalité, le temps ne cesse pas de se déployer dans deux directions, passée et future. C'est pourquoi Deleuze insiste dans son analyse de Visconti sur le « trop tard ». Dans Mort à Venise, l'artiste comprend trop tard ce qui a manqué à son œuvre. Alors qu'il est ici et maintenant en train de pourrir, de se décomposer au présent, le personnage comprend en même temps, mais comme dans une autre dimension, dans la lumière aveuglante du soleil sur Tadzio, que la sensualité lui a toujours échappée, que la chair et la terre ont manqué à son œuvre.
Cette conception de l'image-temps amène Deleuze à poser l'assertion suivante : « l'image de cinéma n'est pas au présent ». En effet, si le temps ne cesse pas d'insister, de revenir sur lui-même, et de constituer une mémoire en même temps qu'il passe, alors ce que nous montrent les films, ce sont des zones de la mémoire, des « nappes de passé », qui occasionnellement se concentrent et convergent dans des « pointes de présent ». À cet égard, Orson Welles est bien un des plus grands réalisateurs modernes en tant qu'il a saisi cette dimension mnésique de l'image. Citizen Kane est un film construit en mémoire, où chaque section, chaque zone apparaît comme une couche stratifiée qui vient converger ou diverger avec d'autres zones. Chaque « nappe de mémoire » apparaît grâce à l'utilisation de la profondeur de champ faite par Welles : celle-ci, à l'image du temps lui-même, permet d'agencer, dans la même image différents mouvements, différents événements qui forment comme un monde à soi, à l'image du souvenir proustien, duquel Deleuze tire l'expression propre de l'image-temps : « un petit morceau de temps à l'état pur ».
Tout comme le cerveau oscille entre habitude et réflexion, il est bien sûr possible de mélanger les deux images. Reprenons notre homme qui sort de chez lui : l’image mouvement voudrait que le cut survienne quand il passe la porte. Maintenant, la caméra s’attarde une, peut-être deux secondes dans la pièce vide, puis cut, et plan extérieur. L’image-mouvement est pervertie : il y a bien action et réaction, mais le temps ne correspond pas, créant un sentiment de gêne : pourquoi la caméra s’attarde-t-elle dans cette pièce vide où il ne se passe plus rien ? Ou alors il y a action et réaction mais la réaction n’est pas logique. La forme la plus simple de cette liberté d'enchaînement est celle du « faux raccord », tel qu'il est utilisé, par exemple, chez un réalisateur comme Ozu.